# Дюбюиссон, Жак-Шарль Рено
Жак-Шарль Рено Дюбюиссон (фр. Jacques-Charles Renaud Dubuisson; 1666 — 24 декабря 1739 года) — французский военнослужащий и мэр города Труа-Ривьер.

## Биография
Жак-Шарль Рено Дюбюиссон родился в Париже в 1666 году и в середине 1680-х прибыл в Канаду, где начал карьеру военнослужащего и прошёл путь от кадета до капитана. В 1707 году он был обвинён за участие в дуэли, но губернатор Новой Франции Филипп де Риго де Водрёй снял с него это обвинение и в 1709 году рекомендовал его для продвижения по службе. С этого времени и до самой смерти Дюбюиссон удостаивался только похвалы и наград за свою военную и административную работу.
В сентябре 1710 года, из-за болезни Франсуа Дофена де ла Фореса, Дюбюиссон назначается комендантом в форт Детруа. В 1712 году он принял участие в первой войне с фоксами. Игнорируя протесты Дюбюиссона, фоксы и маскутены основали укреплённый лагерь близ форта и пригрозились поубивать всех французов и их индейских союзников. Из-за того, что большинство продовольствия хранилось за пределами Детруа, а гарнизон форта состоял всего из 30 французских солдат, Дюбюиссон послал гонцов за подмогой к оттава и гуронам. 13 мая 1712 года к форту прибыл Жан-Батист Биссо де Венсен, который сообщил, что оттава, гуроны, майами и потаватоми поддержат французов. Вечером 30 мая 1712 года фоксы и маскутены попытались бежать из своего лагеря, но были настигнуты французами и их союзниками. Бои продолжались несколько дней, пока противники французов не были полностью разгромлены. Эта победа укрепила репутацию Дюбюиссона как в Новой Франции, так и среди индейских племён.
Осенью 1712 года он возвратился в Квебек, но вскоре вновь был отправлен в форт Детруа, где оставался до лета 1715 года, когда его сменил Жак-Шарль де Сабревуа. К тому времени Дюбюиссон был произведен в капитаны. Осенью 1716 года он временно выехал во Францию и весной 1718 года вернулся в Канаду. В том же году был отправлен к племени майами, на территории которого основал форт Майамис. Он командовал этим фортом с 1723 по 1729 год. В октябре 1729 года Дюбюиссон назначается комендантом форта Мишилимакино. В апреле 1733 года он становится мэром города Труа-Ривьер, а в марте следующего года награждается орденом Святого Людовика.
Жак-Шарль Рено Дюбюиссон умер 24 декабря 1739 года в Труа-Ривьере и был похоронен в часовне Святой Женевьевы.